# Hans Sturm (Schauspieler)
Karl Hans Heinrich Sturm, gelegentlich auch fälschlicherweise Hans Stürm geschrieben, (* 21. Januar 1874 in Dresden; † 17. Januar 1933 in Berlin) war ein deutscher Schauspieler, Schriftsteller, Bühnenregisseur und Drehbuchautor.

## Leben und Wirken
Sturm begann als Zwanzigjähriger seine Schauspielerlaufbahn in Potsdam. Im neuen Jahrhundert verpflichtete ihn Louise Dumont an das von ihr geleitete Düsseldorfer Schauspielhaus, wo er sowohl als Schauspieler als auch als Regisseur arbeitete. In beiden Funktionen wirkte Sturm unmittelbar vor dem Ersten Weltkrieg auch am Leipziger Schauspielhaus. Wenig später übersiedelte Hans Sturm nach Berlin, wo er als Oberspielleiter und Schriftsteller geführt wurde. In letztgenannter Funktion verfasste er eine große Anzahl an heiteren Werken, die seit 1913 aufgeführt wurden. Sein Schwank Der ungetreue Eckehart wurde in den 1930er Jahren (1931 und 1939) gleich zweimal und 1928, noch im Stummfilm, als Don Juan in der Mädchenschule verfilmt.
Nebenbei begann Sturm auch beim Film zu arbeiten. Paul Wegener hatte ihn unmittelbar vor Kriegsende 1918 für zwei seiner Inszenierungen erstmals vor die Kamera geholt und gab ihm zwei Jahre darauf mit dem Rabbi Jehuda auch eine Rolle in der legendären Golem-Version. Bis Wegener 1924 die Filmregie aufgeben musste, spielte Sturm immer wieder in dessen Filmen mittelgroße Rollen. Bei Wegeners mystischem Drama Lebende Buddhas war er gemeinsam mit Wegener auch am Drehbuch beteiligt und übernahm mit dem Professor Campbel eine Hauptrolle. Seitdem schrieb Hans Sturm eine Reihe von Manuskripten zu Inszenierungen der ausgehenden Stummfilmzeit. Zu seiner Vorlage Liebe und Trompetenblasen verfasste er 1925 selbst das Drehbuch. Seine einzige Tonfilmarbeit war das Drehbuch zu dem Lustspiel Trara um Liebe von Richard Eichberg, für den er bereits im Stummfilm mehrfach gearbeitet hatte.
Als Sturm wenige Tage vor dem Machtantritt Adolf Hitlers starb, gedachte man seiner in einem Nachruf vor allem in der Funktion eines Schauspielers: “Besonders in der ersten naturalistischen Periode hatte er durch die scharfe, urwüchsige Art seiner Charakteristik viel Erfolg. Er hatte im Leben etwas von einem Sonderling, was sich auch auf seine Bühnengestalten übertrug und sie interessant machte. Andererseits blieb er durch seine Urwüchsigkeit immer so weit mit allem Natürlichen verbunden, daß er nie ins Komödiantische verfiel.”
Seine Tochter Margarete (Maria Sascha Margarete Sturm) emigrierte mit ihrer Mutter, der Jüdin Agathe Sturm geb. Müller (1881–1940), nach Großbritannien.

## Filmografie
als Schauspieler:
- 1918: Der fremde Fürst
- 1918: Der Rattenfänger
- 1920: Der Golem, wie er in die Welt kam
- 1921: Der verlorene Schatten
- 1921: Der Stier von Olivera
- 1921: Lady Hamilton
- 1922: Das Spiel mit dem Weibe
- 1922: Herzog Ferrantes Ende
- 1922: Monna Vanna
- 1923: Der Schatz der Gesine Jakobsen
- 1924: Lebende Buddhas
- 1924: Die Motorbraut
- 1925: Die Frau mit dem Etwas
- 1925: Die Kleine vom Bummel
- 1925: Leidenschaft
- 1926: Durchlaucht Radieschen
- 1927: Eheferien (auch Co-Drehbuch, Verfilmung seines Schwanks „Eheringe“)

als Drehbuchautor:
- 1924: Lebende Buddhas
- 1925: Leidenschaft
- 1925: Liebe und Trompetenblasen
- 1926: Das Mädel auf der Schaukel
- 1926: Die keusche Susanne
- 1926: Prinzessin Trulala
- 1926: Durchlaucht Radieschen
- 1927: Die tolle Lola
- 1927: Die Leibeigenen
- 1928: Das Girl von der Revue
- 1931: Trara um Liebe

## Werkverzeichnis (Auswahl)
- Der ungetreue Eckehart (Schwank, Uraufführung 1913 in Königsberg (Preußen))
- Lehmanns Kinder (Schwank, Uraufführung 1915 in Leipzig)
- Heinz hustet; Fridolin, das Wunderkind; So war’s einmal (drei Einakter, Uraufführung 1916 in Leipzig)
- Wie fessle ich meinen Man? (“Ein fröhliches, eheliches Kammerspiel”, Uraufführung 1917 in Hamburg)
- Das Extemporale (Lustspiel mit M. Färber, Uraufführung 1917 in Hamburg und Dresden)
- Eheringe (Schwank mit A. Engel, Uraufführung 1921 in Hanau)
- Die Mausefalle (Schwank mit H. Bachwitz, Uraufführung 1921 in Hanau)
- Irrgarten der Liebe (Schwank, Uraufführung 1925 in Leipzig)
- Das Spiel mit dem Feuer (Lustspiel, Uraufführung 1927 in Bremen)
- Die doppelte Rosita (Uraufführung vermutlich 1931)
- Das Mäuschen im Hause Frensen (Uraufführung vermutlich 1932 in Bad Reichenhall)